# Dennis-Kenji Kipker

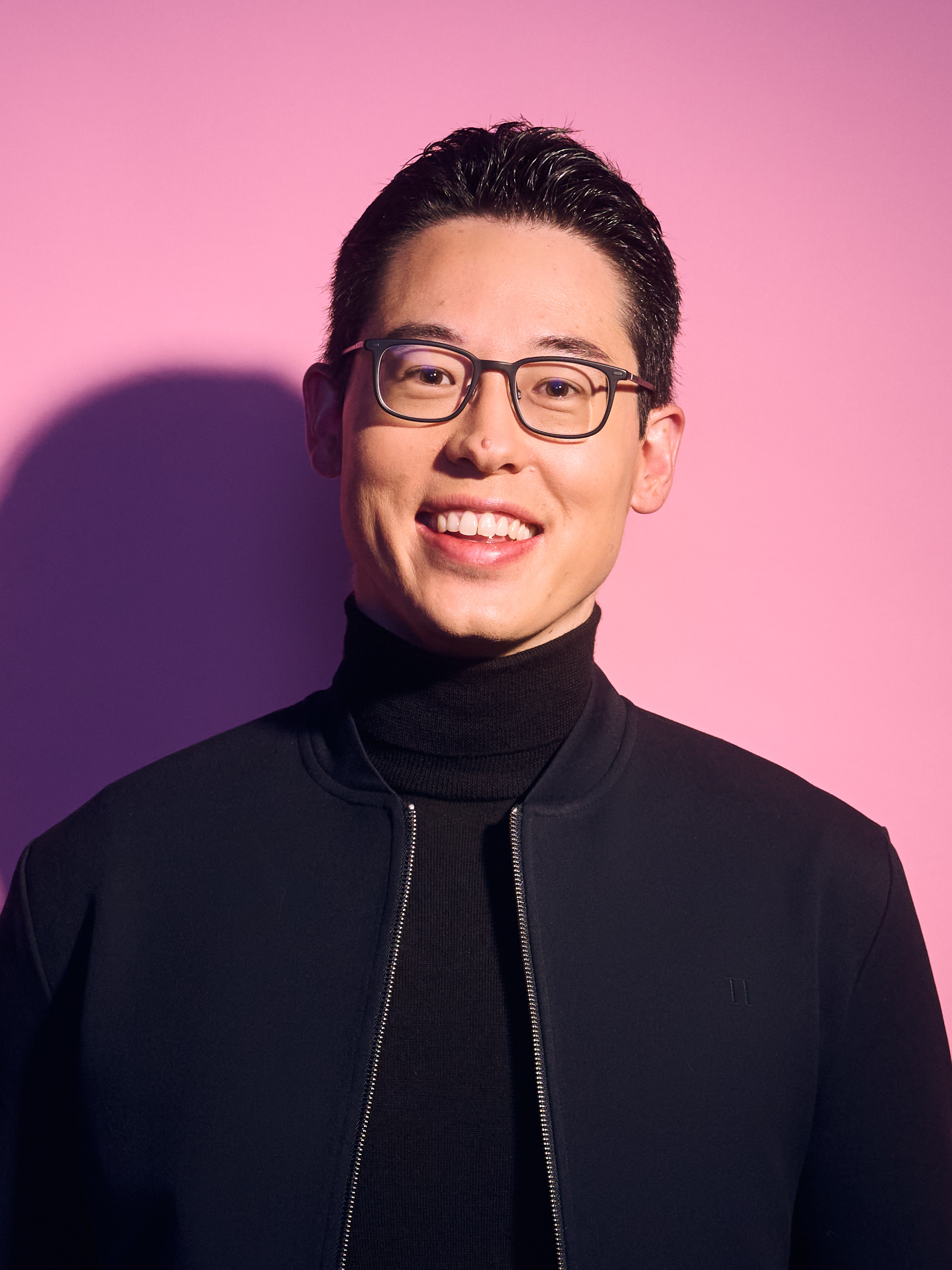
Dennis-Kenji Kipker

Dennis-Kenji Kipker (* 1987 in Ibbenbüren) ist ein deutsch-japanischer Unternehmer, Honorarprofessor der Hochschule Bremen für IT-Sicherheitsrecht und Lokalpolitiker (CDU). Darüber hinaus ist er Mitglied des Vorstandes der Europäischen Akademie für Informationsfreiheit und Datenschutz (EAID) in Berlin sowie Legal Advisor im VDE. Kipker ist Laureat des Berninghausenpreises und Mitglied der AG-Recht des Bundesverbandes IT-Sicherheit TeleTrusT.  Seit 2023 ist er Mitglied im Advisory Board des Anbieters für verschlüsselte Kommunikation NordVPN mit Sitz in Panama. Zu Anfang des Jahres 2024 gab er die Gründung eines neuen Forschungsinstituts in Frankfurt am Main bekannt, als dessen wissenschaftlicher Direktor er fortan fungiert. Ebenfalls 2024 wurde er in den neuen Digitalbeirat der Gematik berufen und im Oktober 2024 zum Vorsitzenden des Gremiums gewählt. 

## Leben
Kipker erwarb sein Abitur im Jahr 2006 und studierte von 2006 bis 2011 Rechtswissenschaften an der Universität Bremen, wo er das Studium mit dem Ersten Juristischen Examen abschloss. Nachfolgend war er als Mitarbeiter bei  Benedikt Buchner tätig, wo er im Jahr 2015 mit der Arbeit „Informationelle Freiheit und staatliche Sicherheit – Rechtliche Herausforderungen moderner Überwachungstechnologien“ promovierte. Die Dissertation wurde mit dem Promotionspreis des Senators für Justiz und Verfassung der Freien Hansestadt Bremen ausgezeichnet. 2017 war Kipker Visiting Research Fellow an der Graduate School of Law der Waseda-Universität in Tokyo, 2018 war er unter anderem als Gastprofessor an der Peoples’ Friendship University of Russia in Moskau tätig, seit 2019 an der privaten Riga Graduate School of Law in Lettland.
Er war Pressesprecher der Jungen Union Bezirksverband Hannover und ist seit 2016 Ratsherr (CDU) im Gemeinderat Weyhe.
Kipker publiziert insbesondere in den Themenbereichen der sicherheitsbehördlichen Überwachungstätigkeit und der IT-Sicherheit. Er ist Autor der Bremer „Daten-Kolumne“ im Weser-Kurier. Kipker berät darüber hinaus verschiedene öffentliche und private Einrichtungen, so das FBI, die Max-Planck-Gesellschaft, das Bundesfinanzministerium und die Deutsche Gesellschaft für Internationale Zusammenarbeit. Speziell zum Thema Body-Cams und Videoüberwachung hat er Stellungnahmen in verschiedenen Ländern abgegeben, so in Hessen, im Saarland, in Brandenburg, in Niedersachsen sowie im Bund.  Aufgegriffen wurden die von Kipker entworfenen rechtlichen Betrachtungen in entsprechenden Gesetzgebungsverfahren weiterer Länder, so beispielsweise in Schleswig-Holstein in Sachsen-Anhalt, in Nordrhein-Westfalen und in Baden-Württemberg, wo infolge der Kritik Kipkers an der unzureichenden Definition technisch verwendbarer Aufnahmegeräte für polizeiliche Körperkameras in anderen Ländern in § 21 Abs. 4 PolG BaWü eine genauere gesetzliche Bezeichnung der Eingriffsmittel eingeführt wurde. Kipkers Kritik an den Body-Cams wurde vielfach rezipiert.

## Forschung

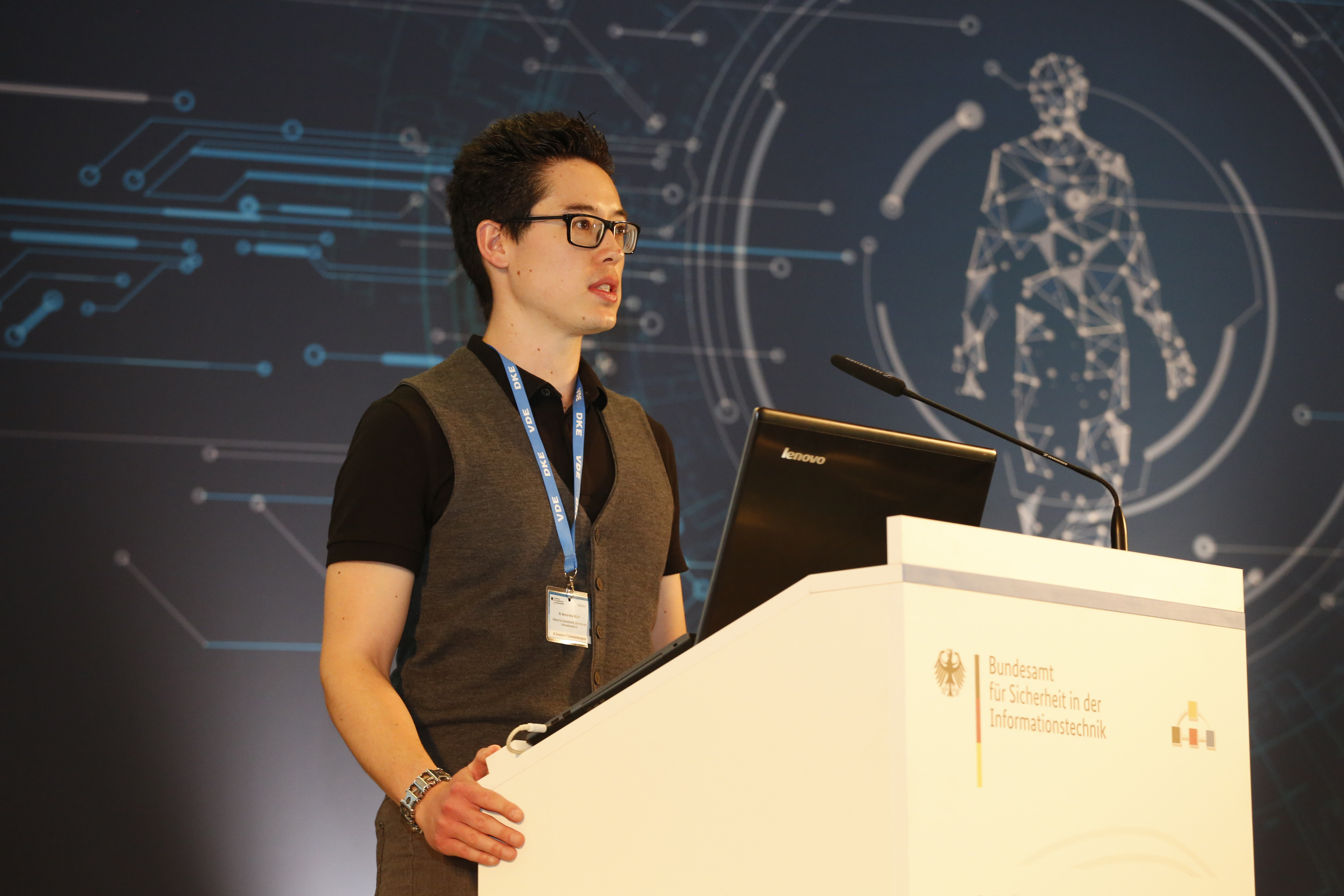
Dennis-Kenji Kipker (2019)

Dennis-Kenji Kipker beforscht das IT-Recht mit speziellem Bezug zur Datensicherheit sowie zur staatlichen Überwachungstätigkeit. In seiner Dissertationsschrift Informationelle Freiheit und staatliche Sicherheit behandelt er das Problem der Regulierungsgrenze des Rechts im Bereich technischer Sachverhalte und der technischen Regulierung juristischer Fragen. Das Prinzip des Grundrechtsschutzes durch Verfahren wandelt er in ein Konzept des „Grundrechtsschutzes durch Technikgestaltung“ ab. Für den Bereich des Polizeirechts und der Body-Cams entwickelte er die Idee einer Treuhandstelle, um einen verfassungskonformen Einsatz der neuen Überwachungstechnologie zu ermöglichen. In diesem Zusammenhang spielen auch Fragen der IT-Sicherheit, zum Beispiel im Hinblick auf Verschlüsselungstechniken, eine Rolle. Im Zuge zunehmender staatlicher Überwachungstätigkeit entwirft Kipker in Abwandlung des allgemeinen rechtsstaatlichen Grundgedankens der Waffengleichheit das Prinzip der „informationellen Waffengleichheit“ zwischen den Sicherheitsbehörden und dem Bürger, wonach, soweit Überwachungstechnologien eingesetzt werden, diese stets durch entsprechende verfahrenstechnische Vorkehrungen zugunsten des Bürgers auszugleichen sind, um den Eingriff in das Grundrecht auf informationelle Selbstbestimmung verhältnismäßig zu gestalten. Kipker publizierte überdies zu den Encrochat-Verfahren in verschiedenen EU-Staaten und setzte sich kritisch mit den behördlichen Methoden von digitaler Beweismittelerhebung und Beweismittelverwertung auseinander. Im August 2022 war er an einer Investigativrecherche der Tagesschau zur Warnung des Bundesamts für Sicherheit in der Informationstechnik vor dem russischen Unternehmen Kaspersky beteiligt und äußerte sich dazu kritisch. Im Zuge der chinesischen Spionagevorwürfe und des gegen ByteDance gerichteten Vorwurfs des Datenabflusses an chinesische Geheimdienste stellte Kipker fest, dass auch die Auslagerung des Firmenstandortes nach Singapur oder die Verlegung von Serverkapazitäten in die USA oder EU den chinesischen Staat nicht daran hindern würden, auf Nutzerdaten zuzugreifen. Im Juni 2023 veröffentlichte Dennis Kipker ein Gutachten im Auftrag der Friedrich-Naumann-Stiftung, in dem er ein Grundrecht auf verschlüsselte Kommunikation zur Wahrung des „digitalen Briefgeheimnisses“ entwickelt. Daraus geht hervor, dass präventive und generelle staatliche Überwachungsmaßnahmen wie die Chatkontrolle, Vorratsdatenspeicherung und die Encrochat-Verfahren juristisch unzulässig sind. Das Gutachten mit dem neuen Grundrecht wurde auf der re:publica 2023 vorgestellt. Anlässlich einer Anhörung im Innenausschuss des Deutschen Bundestags im September 2024 warnte Dennis-Kenji Kipker vor dem neuen Sicherheitspaket der Bundesregierung, das er als "sicherheitsbehördlichen Daten-Supergau" bewertete, indem es die Vorfelderfassung von personenbezogenen Daten vom Ausnahmefall zum unbegründeten Regelfall mache.

## Publikationen (Auswahl)
- Realitäten in der Virtualität: Das Metaversum – wie Virtual- und Mixed Reality unser Leben verändern, S. Marix Verlag, Wiesbaden 2024
- International Cybersecurity Law Review (ICLR, Herausgeberschaft, Zeitschrift), Springer Verlag, seit 2020
- Handbuch Sozialdatenschutz in der Praxis, Nomos Verlag, Baden-Baden 2021
- Cybersecurity: Rechtshandbuch, Verlag C.H. Beck, München 2020
- Verfassungsrechtliche Anforderungen an den Einsatz polizeilicher „Body-Cams“. In: Neue Juristische Wochenschrift 2015, S. 296
- Wir brauchen klare rechtliche Vorgaben für den Einsatz polizeilicher „Body-Cams“. In: netzpolitik.org
- mit Alexander Dix, Peter Schaar: Die neue Vorratsdatenspeicherung – Schnellschuss gegen die Europäische Grundrechtecharta. In: Zeitschrift für Datenschutz 2015, S. 300
- mit Vincent Mittag: Der Staatstrojaner – und was man verfassungsrechtlich dagegen tun kann. In: Verfassungsblog
- Die nicht-polizeiliche Gefahrenabwehr in Nordrhein-Westfalen im Kontext von Anschlagsszenarien: durchdachtes Gesamtkonzept oder solides Grundgerüst mit Optimierungspotenzial? Frankfurt am Main: Verlag für Polizeiwissenschaft, Clemens Lorei, 2016, ISBN 978-3-86676-461-3
- Informationelle Freiheit und staatliche Sicherheit: rechtliche Herausforderungen moderner Überwachungstechnologien. Tübingen: Mohr, Siebeck-Verlag, 2016, ISBN 978-3-16-154114-8
- Verfassungsrechtliche Anforderungen an den Einsatz sicherheitsbehördlicher Verbunddateien. In: Jahrbuch Informationsfreiheit und Informationsrecht 2015, Berlin, S. 117 ff.
- Mehr Sicherheit durch öffentliche Videoüberwachung? Eine Stellungnahme zum Entwurf des Videoüberwachungsverbesserungsgesetzes. In: Jahrbuch Informationsfreiheit und Informationsrecht 2016, Berlin, S. 225 ff.

## Auszeichnungen
- 2017 Nominierung für den Friedwart Bruckhaus-Förderpreis 2017/2018
- 2017 Berninghausenpreis
- 2016 Nominierung für den Deutschen Studienpreis[37]
- 2015 Promotionspreis des Fachbereichs Rechtswissenschaft der Universität Bremen und des Senators für Justiz und Verfassung der Freien Hansestadt Bremen